# Мамедов, Эльвин Насреддин оглы
Эльвин Насреддин оглы Мамедов (азерб. Məmmədov Elvin Nəsrəddin oğlu; 18 июля 1988, Товуз) — бивший азербайджанский футболист, полузащитник. Выступал за сборную Азербайджана.
Он является главным тренером клуба «Сабаил».

## Биография
Футболом начал заниматься в возрасте 8 лет в детско-юношеской спортивной школе города Товуза. Первый тренер — Хикмет Насиров.
Защищал также цвета клубов «АММК» (Баку), «Rote Fane» Товуз.
В премьер-лиге Азербайджана выступал за «Туран» (Товуз), «Интер» Баку, «Карабах» (Агдам). С 2011 года выступает за «Баку».

### Сборная Азербайджана
Дебютная игра за основную сборную страны состоялась в Рейкьявике, 20 августа 2008 года во время товарищеского матча против сборной Исландии, закончившейся вничью 1:1. Выступает в основной сборной под № 17.
Защищал также цвета молодёжной (U-17 и U-19) и олимпийской (U-21) сборных страны.

### Тренерская карьера
После завершения своей игровой карьеры, Мамедов начал работать тренером. Он стал главным тренером команды U-19 клуба «Сабаил». 6 ноября 2024 года он был назначен временным главным тренером основной команды клуба и занимал эту должность до 11 ноября 2024 года. 17 марта 2025 года Элвин Мамедов был назначен главным тренером «Сабайла» до конца сезона 2024/25.

## Достижения
- Чемпион Азербайджана: 2007/08 (в составе клуба «Интер» Баку)
- Серебряный призёр чемпионата Азербайджана: 2007/08 (в составе клуба «Интер» Баку)
- Финалист Кубка Азербайджана 2007/08, 2008/09 (в составе клуба «Интер» Баку)
- Победитель первого дивизиона Азербайджана: 2001/02 (в составе клуба «АММК» (Баку))